# Италијански рат (1551—1559)
Италијански рат (1551-1559) последњи је Италијански рат. Француски краљ Анри II Валоа објавио је рат Карлу V са намером да Италију потчини својој власти.

## Рат
Анри II је склопио савез са османским султаном Сулејманом Величанственим уперен против Хабзбурговаца на Медитерану. Сулејман је пришао након освајања Махдије од стране Ђеновљана под Андреом Доријем 1550. године за рачун Карла V. Османлије 1551. године опседају Триполи чиме су отпочеле ратне операције. Француске и турске галије удружиле су се код Марсеља. Године 1552. Хенри напада Карла V. Османлије шаљу 100 галија у помоћ Французима. Удружене са француским, галије нападају обалу Калабрије у јужној Италији. Односе значајну победу над Андреом Доријем у бици код Понтиских острва. Османлије 1553. године нападају Корзику, а 1558. Балеарска острва.
Анри склапа савез са немачким протестантима. У бици код Рентија (1554) нанео је пораз Карловој војсци. Међутим, приликом инвазије на Тоскану, француска војска поражена је у бици код Маркијана. Сијена је пала 1555. године и постала део Великог војводства Тоскане. Дана 5. фебруара 1556. године потписан је споразум између француског и шпанског краља. Међутим, он је убрзо нарушен. Након Карлове абдикације (1556) и поделе Хабзбуршке монархије између Филипа и Фердинанда, тежиште рата пребације се у Фландрију где Шпанци наносе пораз Французима у бици код Сен Кентена. Енглеска исте године улази у рат због француског заузећа Калеа. Хенри је приморан на мир по коме се одрекао свих потраживања у Италији.